# 漏電火災警報器
漏電火災警報器（ろうでんかさいけいほうき）とは、消防法により定められた消防用設備の一つであり、漏電を検知し警報を発報する装置である。

## 概要
ラスモルタル仕上げの木造建築などで、電源引き込み口貫通部の絶縁が破れ、そこからラスの金属部に漏電すると、ラスの電気抵抗による発熱により木造部分が加熱されることで火災発生の原因になる。漏電火災警報器は、このような火災を予防するため、漏電が発生したら自動的に警報を発報し、関係者に報知するための設備である。(技術規格 第二条の一)

## 構造
変流器と受信機から構成される。

### 変流器
原理や構造は受電設備に用いられる零相変流器と同じであり、外形も似ている。（もちろん使用目的も使用電路の電圧や電流も大きく異なるので兼用は不可能である）

### 受信機
受信機は、定格電流六十アンペア以下の電力線のみに使用するものを二級、その他のものを一級としていた(旧技術規格 第三条の二) が、消防法の改定に伴う2013年の規格改定によりこの区分はなくなった。

## 法令
漏電火災警報器は 消防法施行令（昭和36年政令第37号）第7条第3項第2号において、警報設備の一つとして、設置基準、技術基準等が規定されている。

### 設置基準

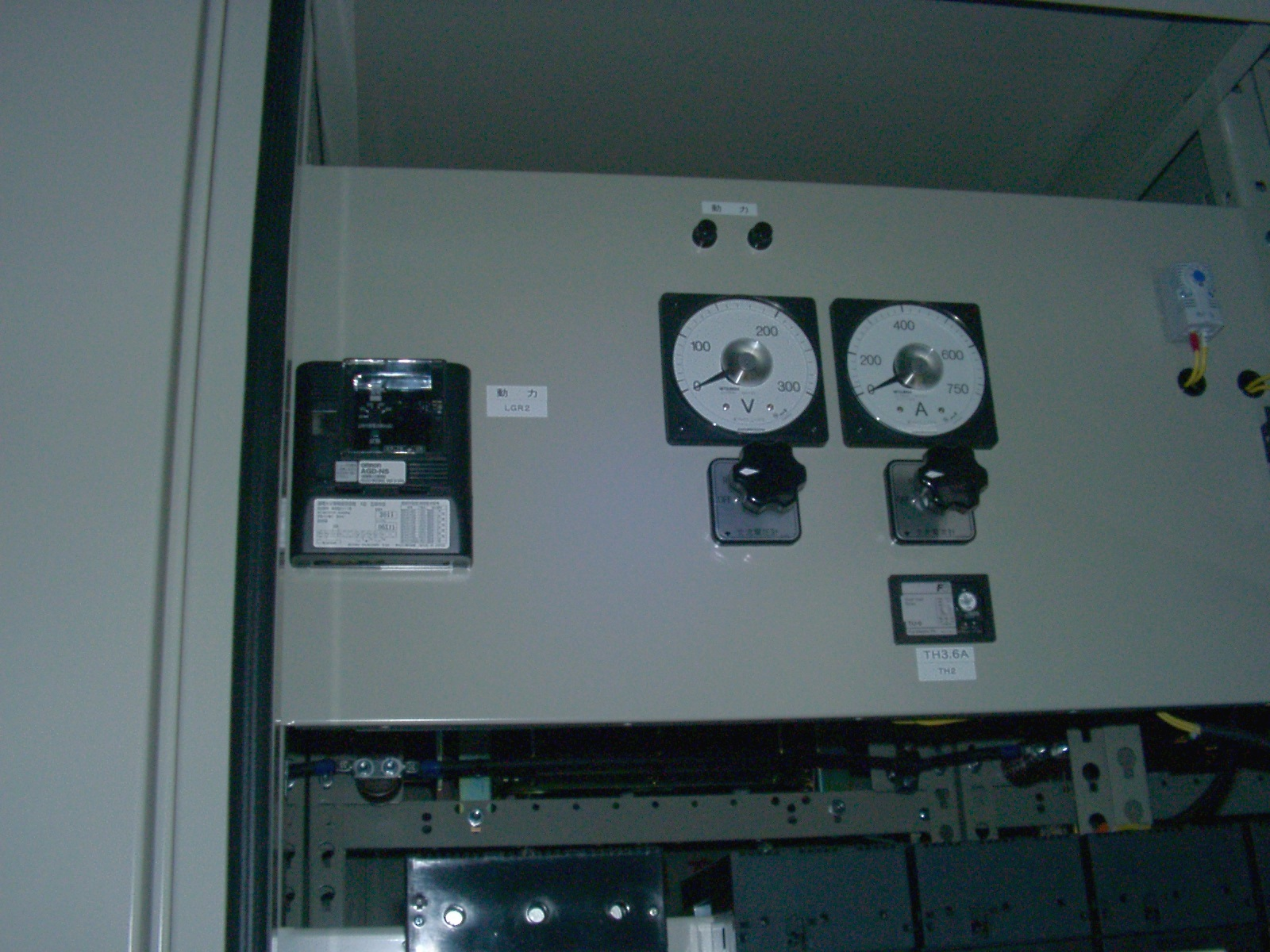
キュービクル内に設置された漏電火災警報器(左側の黒い装置)

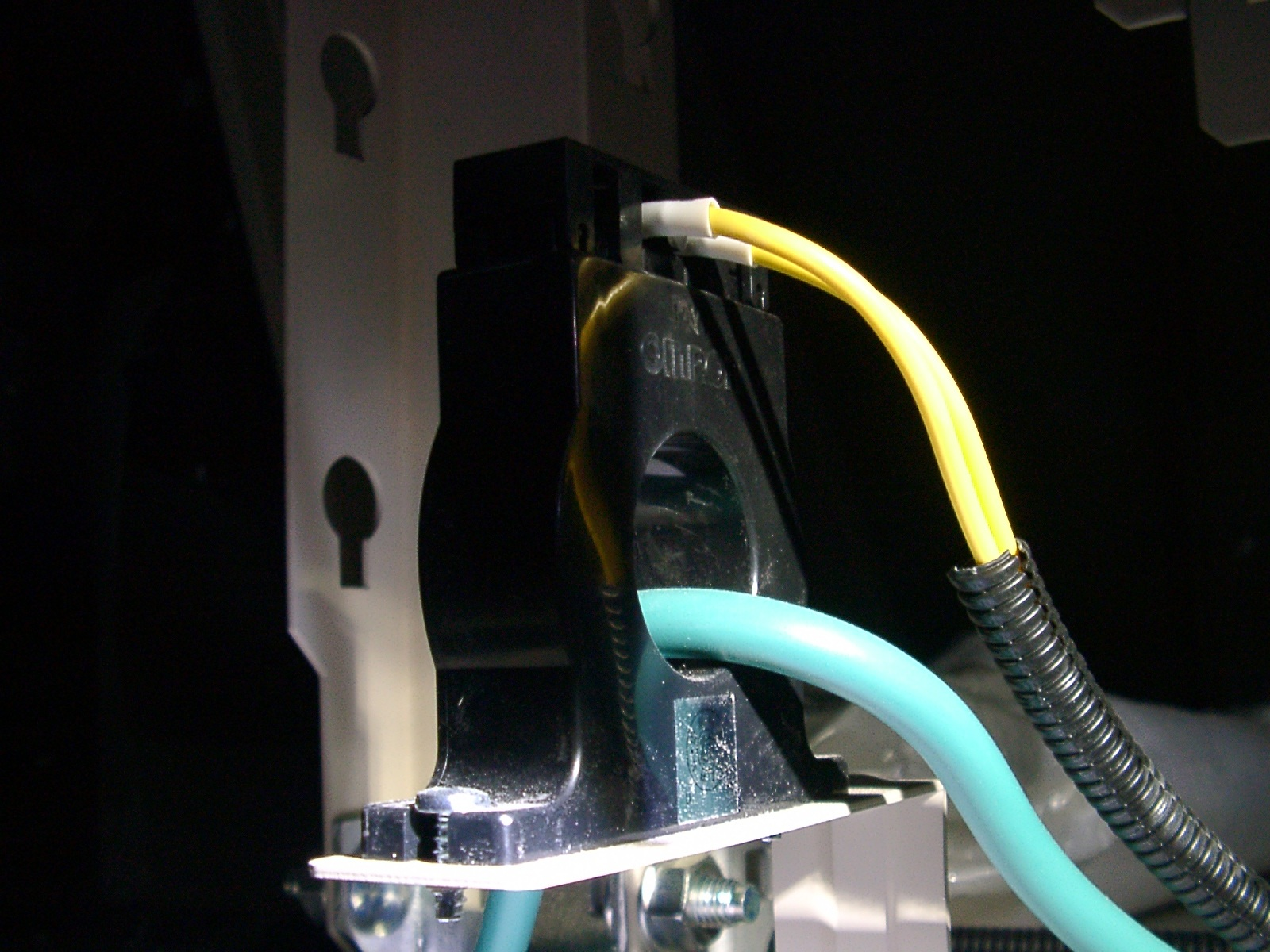
上の受信機と対になった変流器。キュービクル下部に設置され、中性点接地線が貫通している

漏電火災警報器の設置基準は、消防法施行令第22条各項（漏電火災警報器に関する基準）において規定されている。
おおむね、壁、天井、床などの下地が準不燃材料以外の材料(具体的には木材がほとんど)で構成され、その上に金網(ラス)を貼った構造の建築物が設置対象になる。
通常の防火対象物であれば、そのような構造であっても、設置義務があるのは延べ面積がある程度大きい建築物のみである。ただし、特別防火対象物(ただし消防法施行令別表第1の第9項 (公衆浴場を除く)であって、かつ契約電流容量50アンペアを越えるような対象物においては面積に関係なく設置義務がある。(消防法施行令第22条第1項第7号)
また、消防法における防火対象物に集合住宅以外の一般の個人住宅は含まれていないため、個人住宅においては漏電火災警報器の設置義務はない。
なお、消防法における設置義務はないものの、マンションなどのキュービクル内に絶縁監視を目的として漏電火災警報器が設置されることもある。

### 技術基準
また、装置の技術規準については「漏電火災警報器に係る技術上の規格を定める省令」（平成25年総務省令第24号）で規定されている。自動火災報知設備などの消防用設備には、技術基準を満たした装置を認定するための型式検定制度があり、検定対象となる設備は消防法で規定されている。以前は漏電火災警報器も型式検定の対象機器であったが、消防法の改正により、2014年4月1日をもって「自主表示品」に移行した。自主表示品としての規格に適合している旨の表示がない漏電火災警報器を販売・工事使用はできない。
型式検定等の業務は、警報機のメーカーで構成される漏電火災警報器工業会によって行われていたが、2005年に漏電火災警報器工業会が解散したため、これらの業務は日本火災報知機工業会に引き継がれている。

### 設置・点検、および報告の義務
法律上、漏電火災警報器を設置が義務づけられている防火対象物では、設置工事・点検などに際して、通常の消防用設備と同様に所轄の消防署に工事計画書や点検結果報告書を提出することが義務づけられている。
点検は特別防火対象物においては年2回、それ以外の対象物は年1回行うことになっており、点検・整備には消防設備士乙種第7類の資格を持つものがあたらなければならない(消防法施行令第36条の2第2項、消防法施行規則（昭和36年自治省令第6号）第33条の3第3項)。なお、設置については第二種電気工事士以上の資格が必要である。
設置のための細目は、消防法施行規則第24条の3各項（漏電火災警報器に関する基準の細目）に規定されている。

### 動作試験
点検においては、外観目視による点検の他に、動作試験が必要とされる。動作試験は受信機の変流器信号入力端子に、動作試験電圧を加えることで行う。

## 漏電遮断器との違い
漏電を検知する原理は漏電遮断器と同様であり、回路的に大きな違いはない。しかし漏電遮断器が漏電の発生を検知したら電源を遮断することを目的としているのに対し、漏電火災警報器は警報を発することが目的であるため、漏電を検知しても、電源を遮断する必要はない。もっとも、漏電火災警報器により漏電が検知されたとき同時に電路を遮断する動作をさせることは、技術的にも法律的にも可能である。
しかし、漏電火災警報器の公称作動電流値は二百ミリアンペア以下(技術規格 第六条)という比較的大きめの値に規定されているのに対し、漏電遮断器の主な目的は、感電による損傷の防止であるため、公称作動電流値はおおむね数十ミリアンペア以下である。従って遮断機能付き漏電火災警報器を漏電遮断器の代りに使うことはできない。
また、漏電遮断器の技術基準や設置基準が電気用品安全法や電気工事士法などに準拠しているのに対し、漏電火災警報器は消防法や消防法施行令、消防法施行規則などに準拠している。両者は設置基準や技術基準などの準拠する法律自体が異なっているため、法律的にも兼用は不可能である。また、漏電リレーを漏電火災警報器として使用することも不可である。
ただし、非常電源回路に必要な漏電警報装置として漏電火災警報器を使用することはできる。

## 歴史
関東大震災以降、日本では防火構造としてラスモルタル外壁が増加したが、これにより、漏電火災も増加した。このため、現在の漏電火災警報器に相当する電気火災警報器が発達した。これは漏電遮断器の発達に先立っていた。
1960年代の日本では、第二次世界大戦後に建てられた簡易建築があいついで老朽化し、漏電や火災が相次いでいた。そのような時代背景において、1961年の消防法施行令の公布により、メタルラスモルタル建築に電気火災警報器の設置が義務付けられ、1964年1月には警報器の検定も義務付けられることになった。検定された機器の台数は1964年には9845台だったが、1965年には93367台、1966年には、223121台と法制化により需要が伸びたため急激に増加している。しかし1967年ごろにはすでに供給過剰になっていた。最盛期には年20万台以上生産され、2004年までに累計で220万台以上生産されている。しかし、その後は生産が減少し、2003年には年間生産が3万台程度になっている。また、消防法で義務付けられたラスモルタル建築だけでなく、そのほかの電気設備にも漏電監視の目的で使用が拡大している。